# Wuxue
Wuxue, tidigare romaniserat Wusüeh, är en stad på häradsnivå som lyder under Huanggangs stad på prefekturnivå i Hubei-provinsen i centrala Kina. Den ligger omkring 140 kilometer sydost om provinshuvudstaden Wuhan. 

## Källa
1. ↑  ”worldpostmarks.net”. Arkiverad från originalet den 2 januari 2015. https://web.archive.org/web/20150102101710/http://worldpostmarks.net/HTML%20Countries/china.htm. Läst 30 januari 2015.

- Wikimedia Commons har media som rör Wuxue.